# غوان تشنتشن
غوان تشنتشن (مواليد 25 سبتمبر 2004) هي لاعبة جمباز فني صينية، فازت بالميدالية الذهبية في مسابقة عارضة التوازن في أولمبياد 2020.